# Gymnoderus foetidus
Il corvo beccafrutta collonudo (Gymnoderus foetidus (Linnaeus, 1758)) è un uccello passeriforme della famiglia Cotingidae, unica specie ascritta al genere Gymnoderus É. Geoffroy Saint-Hilaire, 1809.

## Etimologia

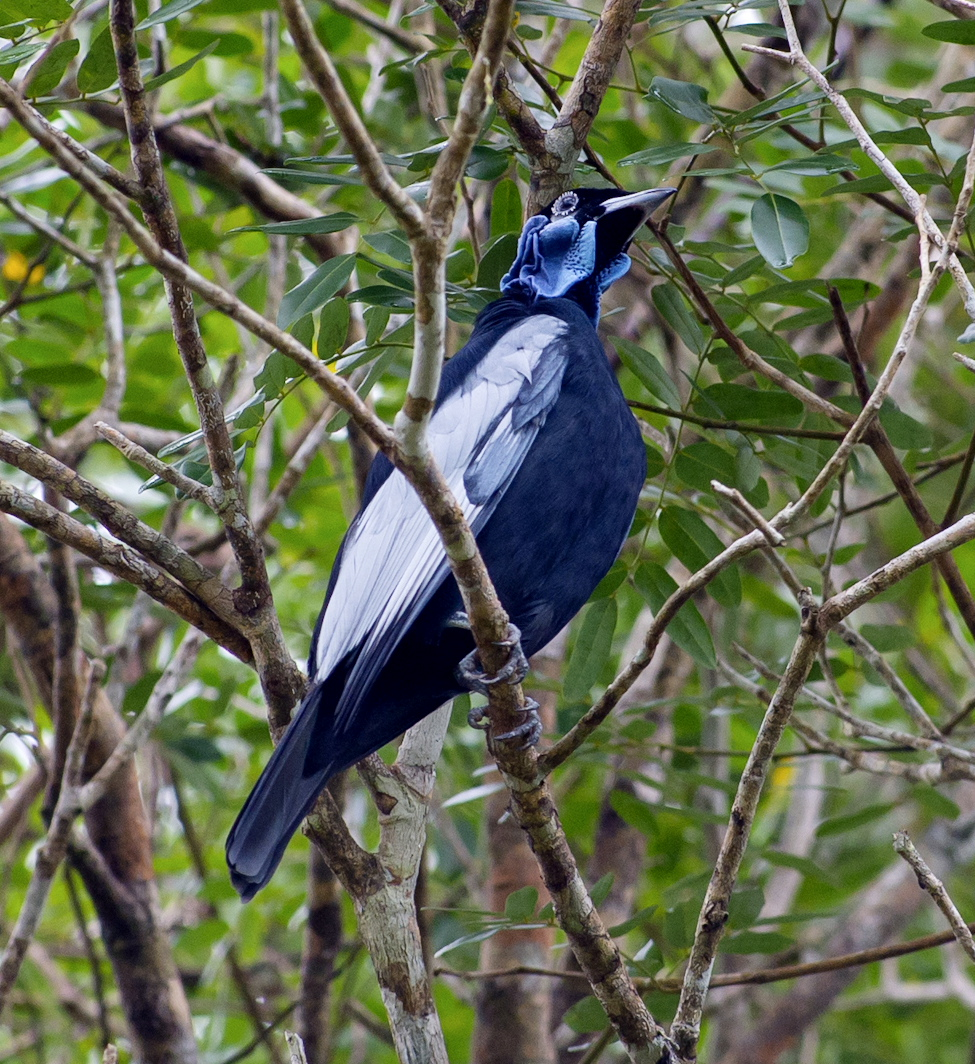
Maschio in natura.

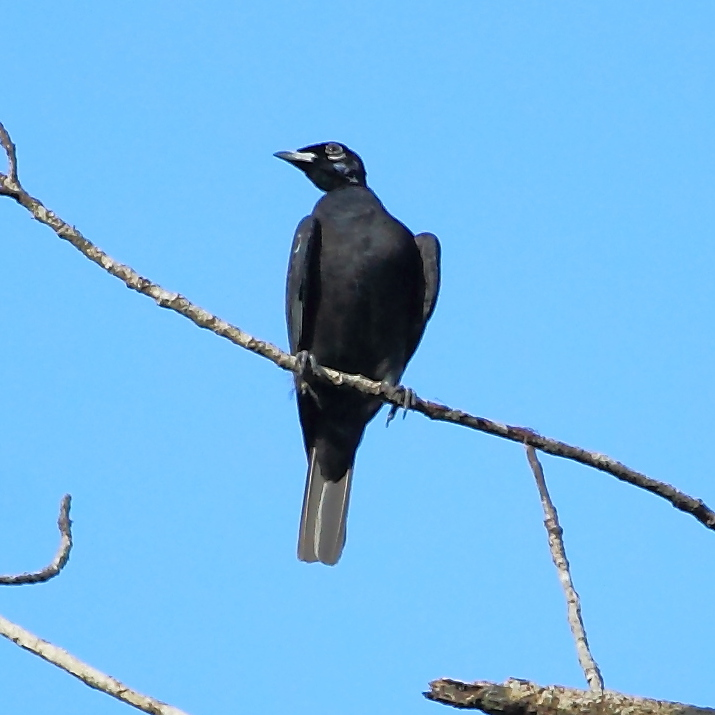
Femmina ad Apiacás.

Il nome scientifico del genere, Gymnoderus, deriva dall'unione delle parole greche γυμνος (gymnos/gumnos, "nudo") e δερα (dera, "collo"), col significato di "dal collo nudo": quello della specie, foetidus, significa "fetido" in latino.

## Descrizione

### Dimensioni
Misura 30–38 cm di lunghezza, per 220-359 g di peso: a parità d'età, i maschi sono più grossi e pesanti delle femmine di circa un terzo.

### Aspetto
Si tratta di uccelli dall'aspetto massiccio, muniti di piccola testa allungata con becco relativamente piccolo e sottile, di forma conica, ali lunghe e arrotondate, zampe forti e coda dall'estremità squadrata: nel complesso, questi uccelli somigliano a un bizzarro incrocio fra un merlo indiano, un avvoltoio e un piccione.
Il piumaggio presenta dicromatismo sessuale: i maschi presentano testa, collo e coda neri, dorso nero-bluastro e petto, ventre e fianchi di colore blu scuro: le ali presentano copritrici e remiganti di colore grigio-azzurro, e dello stesso colore è anche il codione.

Caratteristica peculiare di questi uccelli, alla quale essi devono sia il nome comune che il nome scientifico, è la presenza di caruncole nude sulle guance e ai lati del collo, che nei maschi sono molto estese e di colore blu brillante.
Le femmine presentano invece livrea quasi completamente nera, con la superficie inferiore della coda di colore biancastro, mentre le caruncole del collo sono poco accentuate e rappresentate da ispessimenti cutanei glabri e nerastri sui lati della testa.
In ambedue i sessi il becco e le zampe sono di colore nero, mentre gli occhi sono di colore bruno scuro, con evidente cerchio perioculare azzurro nei maschi e grigio-nerastro nelle femmine.

## Biologia
Si tratta di uccelli dalle abitudini diurne, che vivono in gruppi anche numericamente consistenti, passano la maggior parte della giornata alla ricerca di cibo nella canopia o fra le fronde di alberi e csepugli, mentre è piuttosto raro che questi animali scendano al suolo.

### Alimentazione
La dieta del corvo beccafrutta collonudo è essenzialmente frugivora, nutrendosi perlopiù di frutti maturi di cecropia, euterpe e arecacee e melastomacee: verosimilmente, una piccola parte della dieta di questo animale si compone anche di piccoli insetti.

### Riproduzione
La stagione riproduttiva sembrerebbe andare da settembre a febbraio: i maschi competono in lek disponendosi in modo tale da avere contatto uditivo fra loro ed emettendo potenti richiami mugghianti simili a quelli degli uccelli parasole: ciascun maschio cerca di accoppiarsi col maggior numero di femmine possibile, non partecipando in alcuna maniera al resto dell'evento riproduttivo.
Il nido è fatto di rametti e fibre vegetali, ha la forma di una coppa e viene ubicato in alto fra gli alberi: al suo interno la femmina depone 1-2 uova, che cova da sola. Le tempistiche di cova e di allevamento dei pulli non sono ancora note: essi vengano imbeccati principalmente con frutta.

## Distribuzione e habitat
Questi uccelli sono diffusi in Sudamerica settentrionale, dove popolano la foresta amazzonica dall'area pedemontana andina della Colombia centro-meridionale (a sud del dipartimento di Meta) alla Bolivia centrale attraverso la porzione orientale di Ecuador e Perù, mentre ad est essi giungono attraverso Rondônia e sud di Amazonas e Pará fino al rio Tocantins ed al Mato Grosso meridionale, ed a nord abitano l'area delle foci del Rio delle Amazzoni e la fascia costiera di Guyana francese, Suriname e Guyana, il Roraima ed il sud del Venezuela, mentre appaiono a senti da gran parte del Massiccio della Guiana, dall'area delle sponde settentrionali del Rio delle Amazzoni e dal bacino del Rio Negro.
L'habitat di questi uccelli è rappresentato dalla foresta pluviale riparia, dalla Várzea e dalla foresta a galleria.